# Физико-технический факультет ХНУ
Физико-технический факультет ХНУ (также физтех, ФТФ) — один из четырёх факультетов ХНУ имени В. Н. Каразина физического профиля, специализирующийся в областях ядерной физики, физики плазмы, материаловедения и медицинской физики. Отличительными чертами факультета являются тесная связь с Харьковским физико-техническим институтом и фундаментальная теоретическая подготовка в стиле школы Ландау, к которой принадлежат многие из преподавателей факультета.
Физико-технический факультет был создан в 1962 году на базе отделения ядерной физики физико-математического факультета. Само отделение ядерной физики существовало с 1946 года, а некоторые кафедры, вошедшие в состав факультета — с 1930-х годов. В 1969 году факультет переехал в отдельный корпус в Пятихатках, чтобы быть ближе к Харьковскому физико-техническому институту.

## История
Создание физтеха началось с Постановления СНК СССР № 225-96сс «О подготовке инженеров-физиков и специалистов по физике атомного ядра и по радиохимии» от 28 января 1946 года. Это постановление было принято по инициативе И. В. Курчатова, для обеспечения советского атомного проекта квалифицированными специалистами-ядерщиками. Согласно этому постановлению в шести вузах СССР организовывалась подготовка инженеров-физиков и специалистов по радиохимии и физике атомного ядра. В том числе, Харьковский университет был обязан в 1947 году подготовить 10 «физиков по атомному ядру». Выбор Харькова как базы подготовки физиков-ядерщиков был связан с близостью ХФТИ, служившего Лабораторией № 1 советского атомного проекта, и с тем, что в университете уже с 1937 года работала созданная А. К. Вальтером кафедра физики атомного ядра. Первый выпуск девяти физиков-ядерщиков в ХГУ был осуществлен в 1947 году на базе кафедры электронных процессов и ядерной физики. А в 1948 году на физико-математическом факультете ХГУ было создано отделение ядерной физики под руководством Григория Ефимовича Кривца. За 16 лет своего существования ядерное отделение подготовило 556 специалистов-ядерщиков. Все эти годы оно работало в условиях секретности.
В конце 1950-х годов в СССР началось «мирное освоение атома», уровень секретности работ в области ядерной физики был снижен, а число необходимых стране физиков-ядерщиков значительно выросло. Поэтому было принято решение об открытии на базе ядерного отделения нового факультета, и 21 ноября 1962 года был подписан приказ министра высшего и среднего специального образования Украинской ССР № 780 «О создании в Харьковском государственном университете им. А. М. Горького физико-технического факультета, новых кафедр и объединения малочисленных кафедр». В тот же день ректор университета проф. В. Ф. Лаврушин в приказе по ХГУ № 457 довел до сведения руководства и сотрудников о приказе министра. Таким образом в университете появился физико-технический факультет, став одиннадцатым факультетом университета.
За год до этого, в 1961 году, из состава физико-математического факультета ХГУ был выделен физический факультет, и отделение ядерной физики находилось в его составе. Теперь кафедры физического факультета были разделены между двумя факультетами. В состав физико-технического факультета вошли кафедры теоретической ядерной физики (создана в 1933 году, заведующий акад. А. И. Ахиезер), экспериментальной ядерной физики (создана в 1937 году, заведующий акад. А. К. Вальтер), ускорителей (заведующий доц. А. М. Некрашевич), физики плазмы (создана в мае 1962 года, заведующий акад. К. Д. Синельников) и материалов реакторостроения (создана этим же приказом, заведующий акад. В. Е. Иванов). На физическом факультете остались кафедры статистической физики и термодинамики, экспериментальной физики, общей физики, физической оптики, физики твёрдого тела, астрономии и высшей математики.
Первоначально физико-технический факультет располагался на первом, втором и четвёртом этажах физической стороны главного корпуса ХГУ, где сейчас находится филологический факультет. В 1963 году началось строительство нового корпуса и общежития физтеха в посёлке Пятихатки, недалеко от ХФТИ, а в 1969 году факультет уже начал переезжать в новое здание, одновременно участвуя в завершении строительства силами студентов и преподавателей.
После распада СССР финансирование факультета значительно снизилось. Здание факультета страдает из-за отсутствия капитального ремонта. Финансирование зарубежных поездок студентов и преподавателей практически отсутствует. С 2015 года ремонт здания физтеха проводится со значительной финансовой помощью выпускников факультета, организовавших Благотворительный фонд выпускников физтеха. Несмотря на материальные трудности, уровень подготовки студентов остаётся достаточно высоким.
После передачи ХНУ Северного корпуса, физтех также получил аудитории и лаборатории в новом здании. Теперь там занимаются, в основном, студенты младших курсов, а старшие курсы по-прежнему учатся в Пятихатках.

## Особенности преподавания
На 1-3 курсах образование на физтехе направлено на то, чтобы дать студентам общефизическую и математическую подготовку. В 1-4 семестрах студенты слушают лекции по общей физике (механика, теплота, электричество и оптика), на 5-6 семестрах — лекции по атомной и ядерной физике. Программа этих предметов близка к учебникам Сивухина и Савельева. В 1-5 семестрах читается ряд математических дисциплин: математический анализ, аналитическая геометрия, высшая алгебра, теория функций комплексного переменного, уравнения математической физики, теория вероятностей, методы приближённых вычислений. Общефизические и математические курсы сопровождаются практическими занятиями и объёмными домашними заданиями. В 4-8 семестрах читается ряд курсов по теоретической физике, основанных на курсе теоретической физики Ландау и Лифшица: теоретическая механика, электродинамика, квантовая механика, механика сплошных сред, термодинамика, статистическая физика, физическая кинетика.
После 6-го семестра происходит распределение студентов по кафедрам на конкурсной основе. На факультете работают 4 кафедры:
- Кафедра теоретической ядерной физики и высшей математики им. А. И. Ахиезера
- Кафедра ядерной и медицинской физики
- Кафедра прикладной физики и физики плазмы
- Кафедра материалов реакторостроения и физических технологий

После распределения в расписании студентов появляются спецкурсы, соответствующие специализациям кафедр.
В 6-7 семестрах студент пишет бакалаврскую дипломную работу с помощью научного руководителя, выбранного самим студентом или назначенного заведующим кафедрой.
На 5 курсе в учебной программе преобладают спецкурсы по кафедрам, а 6 курс целиком посвящён написанию магистерских дипломных работ.
Всего обучение на факультете состоит из 4 лет бакалавриата и 2 лет магистратуры.

## Кафедры
На факультете работают 4 кафедры. Кафедра теоретической ядерной физики и высшей математики им. А. И. Ахиезера готовит физиков-теоретиков широкого профиля (студентов этой кафедры на факультете называют просто «теоретики»). Кафедра ядерной и медицинской физики ведёт подготовку специалистов по двум разным направлениям — экспериментальной ядерной физике («ядерщики») и медицинской физике («медики»). Кафедра прикладной физики и физики плазмы готовит специалистов по физике плазмы («плазмисты»), в равной степени затрагивая теоретические и экспериментальные аспекты плазмы. Кафедра материалов реакторостроения и физических технологий («металлисты»), в основном, специализируется на радиационном материаловедении и вакуумном нанесении покрытий.

### Кафедра теоретической ядерной физики и высшей математики им.А. И. Ахиезера
Кафедра теоретической ядерной физики и высшей математики является правопреемницей кафедры теоретической физики, созданной на физико-математическом факультете ХГУ в 1933 году, и, таким образом, старше самого физико-технического факультета. Большую роль в становлении кафедры сыграл Лев Ландау, именно здесь он начал реализовывать свои замыслы по реорганизации подготовки физиков-теоретиков и созданию Курса теоретической физики. Он составил и первые программы преподавания курсов теоретической физики на кафедре. Ландау работал профессором кафедры теоретической физики, а заведующими кафедрой были его соавторы Лев Розенкевич (1933—1935) и Леонид Пятигорский (1935—1940). С 1940 по 1973 год кафедру возглавлял профессор А. И. Ахиезер, чьё имя теперь и носит кафедра. С 2010 по 2019 год заведующим кафедрой был профессор Валерий Дмитриевич Ходусов.
Кафедра считается самой сложной на факультете. Студенты кафедры изучают спецкурсы по элементарным частицам, квантовой электродинамике, общей теории относительности, теории ядра, теории твёрдого тела, физике плазмы. Кроме того, профессора кафедры преподают все математические и теоретические дисциплины на младших курсах факультета.

### Кафедра ядерной и медицинской физики
Кафедра была создана в 1937 году А. К. Вальтером. Заведующими кафедры были А. К. Вальтер (1937—1965) и И. И. Залюбовский (с 1965 года). В настоящее время кафедрой руководит академик Н. Ф. Шульга. Название кафедры несколько раз менялось: «Кафедра физики атомного ядра», «Кафедра физики атомного ядра и электроники», «Кафедра электронных процессов», «Кафедра структуры вещества», «Кафедра экспериментальной ядерной физики». В 2012 году кафедра экспериментальной ядерной физики объединилась с кафедрой медицинской физики, образовав кафедру ядерной и медицинской физики.
С 2005 года кафедра также выпускает магистров по специальности «Медицинская физика» со специализациями «медицинская радиационная физика» и «медицинская биофизика». Студенты, изучающие ядерную физику и медицинскую физику, учатся в разных группах и посещают разные курсы: «ядерщики» специализируюися в экспериментальной ядерной физике, в то время как «медики» более подробно изучают биологию и медицинскую аппаратуру.

### Кафедра физики плазмы и прикладной физики
Кафедра физики плазмы была создана в 1962 году под руководством К. Д. Синельникова. В 1966-1971 годах кафедрой заведовал ученик академика Синельникова профессор В. Т. Толок. Кафедра общей и прикладной физики была создана в 1969 году для обеспечения преподавания на факультете курсов общей физики, электроники и инженерной графики. В 2012 году кафедра физики плазмы и кафедра общей и прикладной физики были объединены в кафедру физики плазмы и прикладной физики. Заведующим объединённой кафедрой стал декан физико-технического факультета,  член-корреспондент НАНУ, профессор Игорь Александрович Гирка.

### Кафедра материалов реакторостроения и физических технологий
Кафедра материалов реакторостроения была образована в 1962 году по инициативе академика АН Украины Виктора Евгеньевича Иванова, который заведовал кафедрой с 1962 по 1969 год, а с 1964 по 1980 год был также директором ХФТИ. Со временем из кафедры выделились кафедра физических технологий и кафедра электрофизики и радиационных технологий. В 2012 году все три кафедры были объединены в одну кафедру материалов реакторостроения и физических технологий. Заведующим кафедрой стал академик НАНУ Николай Алексеевич Азаренков..

## Достижения
Команды факультета ежегодно занимают призовые места на Всеукраинском студенческом турнире физиков, опережая по числу побед все другие факультеты Украины. Трижды команда физико-технического факультета становилась чемпионом на Международном турнире физиков, в 2011, 2015 и 2017 годах. (В 2017 году — в составе сборной университета.)

## Традиции
На летних каникулах после 3 курса для студентов проводится практика, включающая лекции харьковских учёных и экскурсии в лаборатории факультета или в ХФТИ.
По пятницам на факультете проходит совместный с ХФТИ семинар «Проблемы современной физики».
В августе, перед началом учебного года, проводятся дополнительные занятия по математике для новых первокурсников, на которых повторяется школьный курс алгебры и начал анализа. Занятия проводят самые сильные студенты младших курсов физтеха.
В конце осеннего семестра ежегодно проводится День Физтеха, включающий концерт, подготовленный силами самих студентов.
Молодые преподаватели и студенты физтеха организуют на факультете неофициальные дополнительные занятия и семинары, обычно проводимые в вечернее время и объединяемые под названием «Вечерний физтех», или «вечфиз».

## Деканы
- Залюбовский Илья Иванович (1962—1964)
- Милютин Георгий Анатолиевич (1964—1978)
- Блинкин Анатолий Митрофанович (1978—1981)
- Муратов Владимир Иванович (1981—1986)
- Фареник Владимир Иванович (1986—1987)
- Лапшин Владимир Ильич (1987—1996)
- Азаренков Николай Алексеевич (1996—2005)
- Гирка, Игорь Александрович (с 2005)[14]

## Известные выпускники и сотрудники

### Академики
- Ахиезер, Александр Ильич
- Файнберг, Яков Борисович
- Волков, Дмитрий Васильевич
- Барьяхтар, Виктор Григорьевич
- Пелетминский, Сергей Владимирович
- Семиноженко, Владимир Петрович
- Шульга, Николай Фёдорович
- Бакай, Александр Степанович
- Вальтер, Антон Карлович
- Иванов, Виктор Евгеньевич
- Азаренков, Николай Алексеевич
- Карнаухов, Иван Михайлович
- Гнатченко, Сергей Леонидович

### Лауреаты Государственной премии Украины
- Адаменко, Игорь Николаевич (1996, за исследования физики сверхтекучего жидкого гелия)
- Михайленко, Владимир Степанович (2005, за исследования физики плазмы)
- Степанов, Константин Николаевич (2005, за исследования физики плазмы)
- Шульга, Николай Фёдорович (2002)
- Шматко, Евгений Степанович (1971)
- Залюбовский, Илья Иванович (1993)
- Муратов, Владимир Иванович (1979)
- Лапшин, Владимир Ильич (2002)
- Баранник, Евгений Александрович (2013)